# Jill Sudduth
Jill Sabrina Sudduth (* 9. September 1971 in Baltimore, Maryland) ist eine ehemalige US-amerikanische Synchronschwimmerin.

## Erfolge
Jill Sudduth gewann ihre ersten internationalen Medaillen im Duett und im Mannschaftswettbewerb der Weltmeisterschaften 1994 in Rom, als sie an der Seite von Becky Dyroen-Lancer bzw. mit der US-amerikanischen Équipe Weltmeisterin wurde. Zwei weitere Goldmedaillen gewann sie mit Dyroen-Lancer und der US-amerikanischen Synchronmannschaft bei den Panamerikanischen Spielen 1995 in Mar del Plata. In der Mannschaftskonkurrenz verwiesen die US-Amerikanerinnen dabei Kanada auf Rang zwei und Mexiko auf Rang drei. Sudduth und Dyroen-Lancer setzten sich gegen die Duos aus Kanada und Mexiko durch.
In Atlanta gewann Sudduth mit der Mannschaft und im Duett mit Becky Dyroen-Lancer 1995 außerdem zweimal Gold beim Weltcup. Bei den Olympischen Spielen 1996 in Atlanta gehörte Sudduth ebenfalls zum Aufgebot der Vereinigten Staaten im Mannschaftswettbewerb. Zusammen mit Tammy Cleland, Becky Dyroen-Lancer, Emily LeSueur, Heather Pease, Jill Savery, Nathalie Schneyder, Heather Simmons-Carrasco, Suzannah Bianco und Margot Thien gelang ihr mit 99,720 Punkten das beste Ergebnis des Wettkampfs, womit die US-Amerikanerinnen Olympiasiegerinnen wurden. Sie erhielten vor den Kanadierinnen, die mit 98,367 Punkten Silber gewannen, und vor den mit 97,753 Punkten drittplatzierten Japanerinnen die Goldmedaille. Ein Wettbewerb im Duett gehörte im Gegensatz zu den Olympischen Spielen davor und danach nicht zum Programm der Spiele in Atlanta.
Sudduth schloss ein Studium an der San José State University ab. In Las Vegas wirkte sie beim Cirque du Soleil in der Show „Journey of Man“ mit. 2012 wurde Sudduth in die International Swimming Hall of Fame aufgenommen.